# Erdal Sunar
Erdal Sunar, né le 1er mai 1982, est un haltérophile turc médaillé d'argent à l'arraché aux Championnats du monde d'haltérophilie 2003 en moins de 85 kg et médaillé de bronze au total aux Championnats d'Europe d'haltérophilie 2004.
Il est l'époux de l'haltérophile française Muslimé Meral.